# Avgórou
Avgórou är en ort i Cypern.   Den ligger i distriktet Eparchía Ammochóstou, i den östra delen av landet, 50 km öster om huvudstaden Nicosia. Avgórou ligger 47 meter över havet och antalet invånare är 4 177. Den ligger på ön Cypern.
Terrängen runt Avgórou är platt. Närmaste större samhälle är Pérgamos, 11,9 km väster om Avgórou. Trakten runt Avgórou består till största delen av jordbruksmark.
Medelhavsklimat råder i trakten. Årsmedeltemperaturen i trakten är 23 °C. Den varmaste månaden är augusti, då medeltemperaturen är 35 °C, och den kallaste är januari, med 12 °C. Genomsnittlig årsnederbörd är 480 millimeter. Den regnigaste månaden är december, med i genomsnitt 113 mm nederbörd, och den torraste är augusti, med 1 mm nederbörd.